# Chaise de Glenn Gould

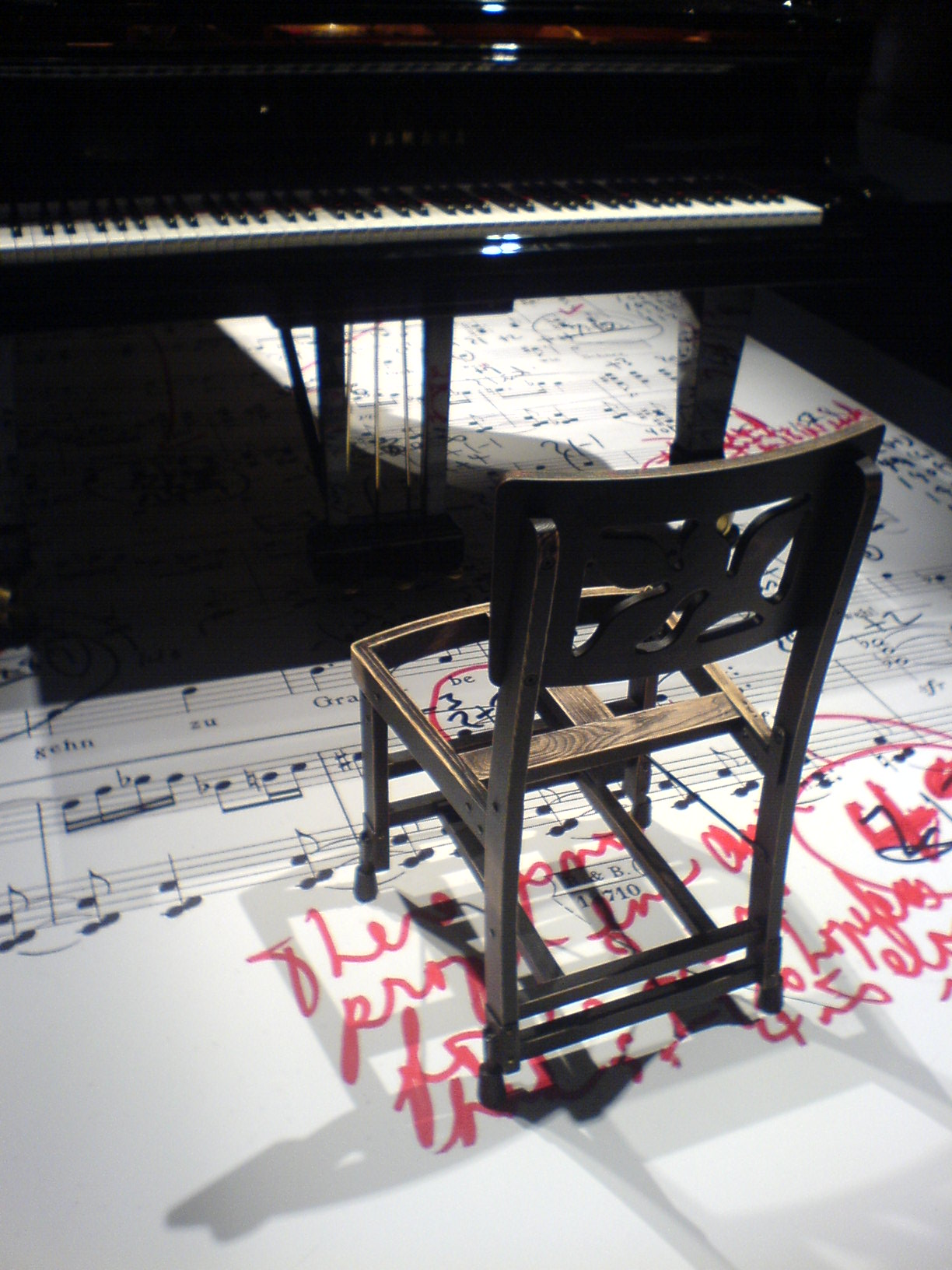
Réplique (en meilleur état) de la chaise de Glenn Gould.

La chaise de Glenn Gould est un objet emblématique du pianiste canadien. Plus basse que la plupart des tabourets pour piano, elle donnait à Gould une position caractéristique. Même très abîmée, Gould continuera néanmoins à l’utiliser lors de toutes ses représentations, la rafistolant comme il put, pendant près de 30 ans.

## Histoire

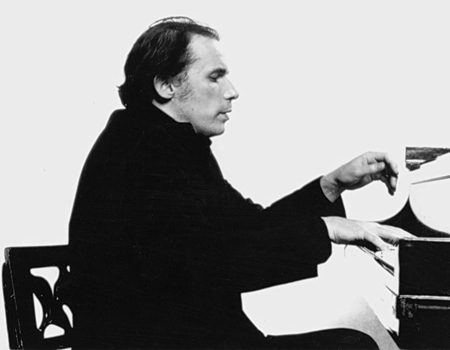
Glenn Gould au piano.

Il s’agit d'une chaise pliable, adaptée pour le piano par son père en 1953, en lui sciant les quatre pieds. Un mécanisme permet d'ajuster la hauteur des pieds de quelques centimètres. Le coussin de l’assise s’abîma de concert en concert, jusqu’à ce qu’il n’en reste plus rien.
Elle est aujourd’hui exposée au Centre national des Arts d’Ottawa.

## Sources
- (en) Scott Tresham, « Glenn Gould's chair », sur CBC Music, 28 septembre 2012 (consulté le 5 février 2015).